# لیام
لیام نامی مشترک برای پسران در سه زبان می‌باشد که در هر کدام معنی مشخصی دارد. در زبان فارسی، 
لیام به معنی محافظ و حامی، 
در زبان آلمانی 
به معنی اراده و خواستن، 
و در زبان انگلیسی 
به معنی جنگجو باارادهٔ قوی و محافظ است.
لیام در ایران نیز طرفداران زیادی پیدا کرده،در برخی مواقع، از لیام به عنوان نام کوتاه و مختصر شدهٔ ویلیام در زبان انگلیسی استفاده می‌شود.
اسم لیام، از سال ۲۰۰۰ به بعد در لیست ۱۰ اسم برتر جهان جای دارد.